# Seven Inches of Satanic Panic
Seven Inches of Satanic Panic (engl.: Sieben Zoll satanischer Panik) ist die dritte EP der schwedischen Rockband Ghost. Die Single erschien am 13. September 2019 über Spinefarm Records.

## Hintergrund
Die beiden Lieder der EP wurden von Tobias Forge, Salem Al Fakir und Vincent Pontare geschrieben. Die EP erschien am 13. September 2019 in digitaler Form und zwei Wochen später als limitierte Vinylversion. Ebenfalls am 27. September 2019 erscheint das auf 5.000 Exemplare limitierte Boxset Prequelle Exalted, auf dem die beiden Lieder der EP ebenfalls enthalten sind. Für das Lied Kiss the Go-Goat wurde ein Musikvideo gedreht. Gegen Ende des Videos hält Sänger Tobias Forge alias Papa Nihil die EP in die Kamera. Produziert wurde die EP von Gene Walker.
Laut der offiziellen Pressemitteilung spielte die aufstrebende Band Ghost um den Sänger Papa Nihil im Sommer 1969 ihr erstes Konzert im Whisky a Go Go am Sunset Strip in Hollywood. Mit dem Konzert sollte die erste Veröffentlichung der Band Seven Inches of Satanic Panic mit den Liedern Kiss the Go-Goat und Mary on a Cross auf Galaxy Records gefeiert werden. Die Besetzung der Band Ghost fiel danach auseinander und die Originalbänder und die Videoaufzeichnung des Liedes Kiss the Go-Goat gingen verloren. Fast 50 Jahre später wurden die Lieder und das auf Super 8 aufgezeichnete Konzert von Papa Nihil wiedergefunden und für eine Veröffentlichung aufbereitet.
Im August 2022 ging auf dem Portal TikTok ein Video im Zusammenhang mit der Fernsehserie Stranger Things viral, welches das Lied Mary on a Cross verwendete. Ghost veröffentlichten daraufhin eine alternative Version des Liedes, welches ein langsameres Tempo und mehr Hall enthält. Mit dieser neuen Version gelang der Band erstmals außerhalb ihres Heimatlandes, sich in den Singlecharts zu platzieren. Die Single erhielt eine Goldene Schallplatte in Kanada, Polen, der Schweiz und in den Vereinigten Staaten.

## Titelliste
1. Kiss the Go-Goat – 3:13
2. Mary on a Cross – 4:04

## Singleauskopplungen
| Jahr | Titel            | Höchstplatzierung, Gesamtwochen, AuszeichnungChartplatzierungen (Jahr, Titel, , Platzierungen, Wochen, Auszeichnungen, Anmerkungen) | Höchstplatzierung, Gesamtwochen, AuszeichnungChartplatzierungen (Jahr, Titel, , Platzierungen, Wochen, Auszeichnungen, Anmerkungen) | Höchstplatzierung, Gesamtwochen, AuszeichnungChartplatzierungen (Jahr, Titel, , Platzierungen, Wochen, Auszeichnungen, Anmerkungen) | Höchstplatzierung, Gesamtwochen, AuszeichnungChartplatzierungen (Jahr, Titel, , Platzierungen, Wochen, Auszeichnungen, Anmerkungen) | Höchstplatzierung, Gesamtwochen, AuszeichnungChartplatzierungen (Jahr, Titel, , Platzierungen, Wochen, Auszeichnungen, Anmerkungen) | Höchstplatzierung, Gesamtwochen, AuszeichnungChartplatzierungen (Jahr, Titel, , Platzierungen, Wochen, Auszeichnungen, Anmerkungen) | Höchstplatzierung, Gesamtwochen, AuszeichnungChartplatzierungen (Jahr, Titel, , Platzierungen, Wochen, Auszeichnungen, Anmerkungen) | Anmerkungen                                                 |
| Jahr | Titel            | DE | AT | CH | UK | US | Rock | SE | Anmerkungen                                                 |
| --- | ---------------- | --- | --- | --- | --- | --- | --- | --- | ----------------------------------------------------------- |
| 2022 | Mary on a Cross  | DE41 (6 Wo.)DE | AT31 (8 Wo.)AT | CH37 Gold · (6 Wo.)CH | UK28 Silber · (7 Wo.)UK | US90 Platin · (2 Wo.)US | Rock11 a (20 Wo.)Rock | SE16 (13 Wo.)SE | Erstveröffentlichung: 26. August 2022 Verkäufe: + 1.485.000 |
| Folgende Lieder erschienen nicht als Single, wurden aber durch das Album zum Download und Streaming bereitgestellt und konnten somit eine Platzierung erlangen: |                  | | | | | | | |                                                             |
| |                  | | | | | | | |                                                             |
| 2019 | Kiss the Go-Goat | — | — | — | — | — | Rock17 (1 Wo.)Rock | — | Charteinstieg: 28. September 2019                           |

## Rezensionen
Madeline Ward vom Onlinemagazin PULP schrieb, dass die beiden Lieder der EP zwar nicht die lyrische Eleganz von früheren Liedern wie Monstrance Clock besitzen, dafür wären sie sehr einprägsam. Die Veröffentlichung zeigt, dass Ghost nicht langweilig wären. Trotz der lachhaften Texte und der fraglichen Authentizität ist die neue EP eine spaßige Angelegenheit. Das deutsche Magazin Visions führte Kiss the Go-Goat auf der Liste der 25 besten Musikvideos des Jahres 2019.